# Domeniche da Tiffany (romanzo)
Domeniche da Tiffany è un romanzo di James Patterson, scritto con Gabrielle Charbonnet e pubblicato nel 2008. Dal libro è stato tratto nel 2010 un film TV omonimo, con protagonisti Alyssa Milano ed Eric Winter.

## Trama
Jane Margaux è la figlia di una ricca produttrice di film e spettacoli teatrali, Vivienne, la quale però non ha mai tempo per lei. Jane allora trova conforto nella vicinanza di Michael, un amico immaginario con cui tutte le domeniche prende un gelato all'Astor Court dell'Hotel St. Regis di New York, vicino al negozio di Tiffany. Il giorno del nono compleanno di Jane, Michael è costretto a lasciarla perché gli amici immaginari non possono restare oltre quell'età. Jane ha il cuore spezzato, ma Micheal le assicura che dopo che se ne sarà andato si dimenticherà per sempre di lui. In realtà, non succederà mai: Jane continuerà a pensare a Michael e, una volta diventata adulta, deciderà di allestire uno spettacolo teatrale proprio sulla storia del suo amico immaginario. Ma un giorno, dopo tanti anni, i due si rivedono nuovamente a New York, innamorandosi l'uno dell'altra e infrangendo ogni regola sovrannaturale degli amici immaginari.